# Skálmöld
Skálmöld — викинг-метал и фолк-метал группа из Рейкьявика, Исландия, которая была образована в августе 2009 года. Название группы можно перевести с исландского как «век мечей», что может означать также «беззаконие». Данное название относится к периоду, известному как Эпоха Стюрлунгов, который считается одним из самых кровавых и жестоких в истории Исландии.

## История
Друзья Снайбьёрн Рагнарссон и Бьёргвин Сигурдссон, уже игравшие ранее в различных коллективах, решили основать новую группу в августе 2009 года.. Другие участники группы также уже принимали ранее активное участие на исландской музыкальной сцене. Изначально группа задумывалась только как хобби, однако вскоре участники решают записать свой первый альбом, прежде чем они станут «слишком старыми и уставшими» . После безуспешных попыток заключить контракт с исландскими звукозаписывающими компаниями, группа была записана фарерским лэйблом Tutl в ноябре 2010 года и 15 декабря 2010 года выпустила на Фарерских островах и Исландии первый альбом — Baldur. В апреле 2011 года группа заключила контракт с австрийским лэйблом Napalm Records и перезаписала альбом Baldur, который был выпущен во всём мире в августе этого же года.
Контракт с Napalm Records способствовал популярности группы. Skálmöld была приглашена на немецкий фестиваль Wacken Open Air.
13 апреля 2012 года группа приступила к записи своего второго альбома, Börn Loka, который был выпущен в октябре того же года.
В ноябре 2013 года Skálmöld дала несколько концертов совместно с Исландским симфоническим оркестром в концертном зале Харпа в Рейкьявике.
Следующим студийным альбомом стал Með vættum, выпущенный в 2014 году.
В 2016 году был выпущен Vögguvísur Yggdrasils, за ним последовал Sorgir в 2018 году.
Отпраздновав свое десятилетие тремя концертами в Рейкьявике, которые легли в основу концертного альбома в 2020 году, Skálmöld решил взять паузу.
Официальная книга о группе «The Saga of Skálmöld», написанная британским писателем Джоэлом МакАйвером, была опубликована в 2021 году.
Вернувшись после трехлетней паузы, шестой студийный альбом Ýdalir вышел 18 августа 2023 года на лейбле Napalm Records.

## Музыкальный стиль
С самого начала намерения участников группы заключались в объединении металла и исландской традиционной музыки. На музыку Skálmöld повлияло творчество таких групп, как: Metallica, Iron Maiden, Anthrax, Slayer, Amon Amarth и Ensiferum, а также исландского композитора Йоуна Лейфса. Тексты песен написаны Снайбьёрном полностью на исландском языке и основаны на германо-скандинавской мифологии и исландских сагах. Кроме того, тексты соответствуют некоторым древнескандинавским формам стиха.

## Участники
- Бьёргвин Сигурдссон - основной вокал, гитара;
- Снайбьёрн Рагнарссон - бас, вокал;
- Балдур Рагнарссон - гитара, вокал;
- Трауинн Аурни Балдвинссон - гитара, вокал;
- Гуннар Бен - клавиши, вокал, габой;
- Йоун Гейр Йоуханнссон - барабаны, вокал.

## Дискография
Альбомы
- 2010: Baldur[англ.]
- 2012: Börn Loka[англ.]
- 2014: Með vættum[англ.]
- 2016: Vögguvísur Yggdrasils[англ.]
- 2018: Sorgir[англ.]
- 2023: Ýdalir

Концертные альбомы
- 2013: Skálmöld & Sinfóníuhljómsveit Íslands
- 2020: 10 Year Anniversary: Live in Reykjavík